# Karl Albrecht (költő)
Karl Albrecht, írói neve: Karl Albrecht-Frainer (Frain an der Thaya, ma: Vranov nad Dyjí, 1845. december 31. – Bécs, 1920. december 7.) német költő, pedagógus.

## Élete
Szudétanémet származású volt, a mai Csehország területén született. A bécsi Szent Anna tanérképző főiskolán végzett, ezután 1867-től egy bécsi általános iskola tanára volt. A Der Lehrer als Dichter című német-osztrák lap egyik szerkesztője volt. 1908-ban a lipcsei Volger Verlag jelentette meg verseskötetét Mein Dichten und Denken: Eine Spätlese aus 3 Jahrzehnten címen, ebben pályafutása harminc évének élményeit öntötte versbe.

## Munkái
- Mein Dichten und Denken: Eine Spätlese aus 3 Jahrzehnten Lyrik. Volger, Leipzig, 1908

## Fordítás
- Ez a szócikk részben vagy egészben  a   Karl Albrecht (Dichter) című német Wikipédia-szócikk ezen változatának fordításán alapul.  Az eredeti cikk szerkesztőit annak laptörténete sorolja fel. Ez a jelzés csupán a megfogalmazás eredetét és a szerzői jogokat jelzi, nem szolgál a cikkben szereplő információk forrásmegjelöléseként.